# Nörten-Hardenberg
Nörten-Hardenberg är en kommun (köping) och ort i Landkreis Northeim i förbundslandet Niedersachsen i Tyskland.